# Régiment Lagunari

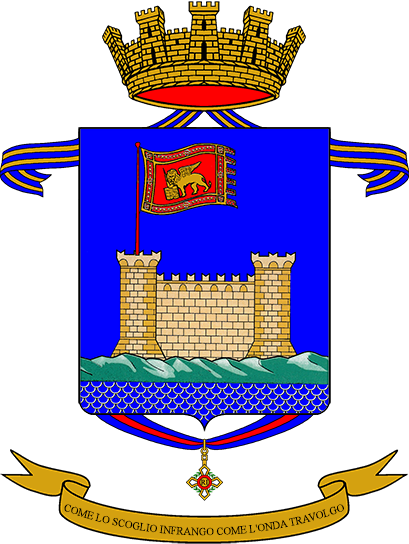

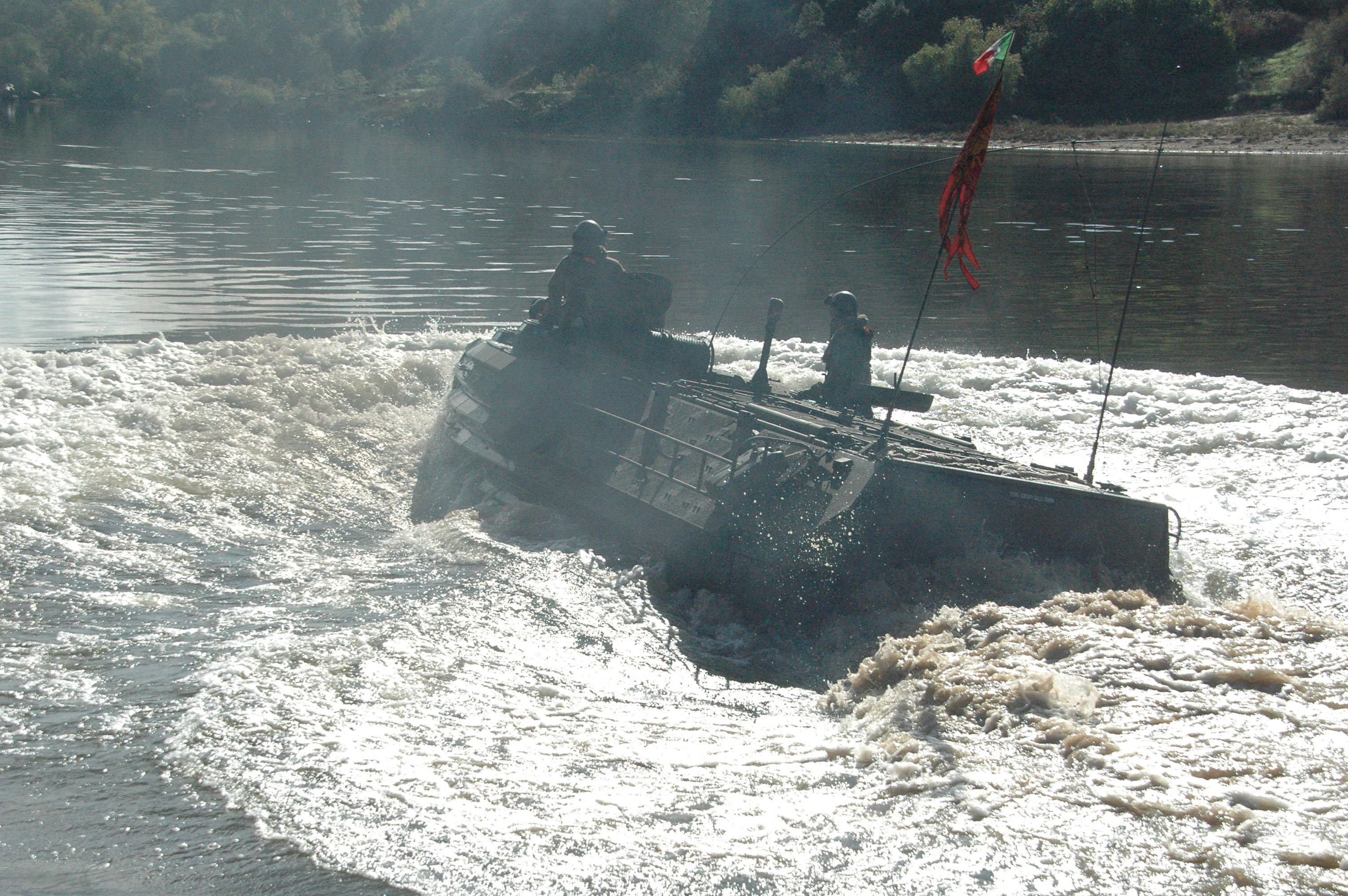
Navigation Fluviale

Le régiment Lagunari « Serenissima » est une unité spéciale de l'Armée de terre italienne.
Unité amphibie de l’Esercito, le « Serenissima » Régiment est rattaché à la brigade Pozzuolo del Friuli, dont il constitue l’unité spécialisée dans les débarquements et les opérations fluviales. Composé d’un bataillon d’infanterie de marine, d’une compagnie de commandement et de logistique, et d’une compagnie de transport amphibie, il met en œuvre des LMV Lince et les AAV-7, et aligne aussi des chalands de débarquement MDN et MEN ainsi que des embarcations moyennes et légères. Très spécialisé dans les opérations avancées il est la seule unité spéciale amphibie de l’Armée de Terre italienne. 

## Origine
Il a été créé le 15 janvier 1951, à Venise. Le 1er juillet 1951 est posé aux dépendances de commandement du « secteur lagunaire » un peloton de commandement comprenant du personnel de l’Armée de terre et de la marine italienne pour entreprendre la constitution d'un bataillon amphibie interarmées.
Le 15 octobre 1951 le bataillon d'infanterie « San Marco » constitué presque intégralement avec du personnel de la marine, déjà aux dépens de la division d'infanterie de l’Armée de terre « Folgore », entre dans le commandement du « secteur des forces lagunaires ».
Le 1er septembre 1952 est constitué le bataillon lagunaire « Piave » avec une structure organique identique à celle du bataillon « Marghera » et, le 1er janvier 1954, pour assurer une meilleure manœuvrabilité des moyens de débarquement et de transport il est constitué un « groupe moyens navals de débarquement ». Le 1er juillet 1957 la marine quitte l’organisation et le bataillon « San Marco » est transformé en bataillon « Isonzo » avec personnel, matériels et moyens de l’Armée de Terre. 

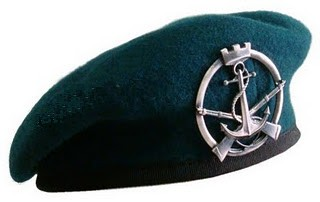

Le 1er septembre 1957, perdant chaque composante de la marine, mais en conservant les mêmes tâches opérationnelles, le commandement change d’organisation et il prend le nom de « regroupement lagunaire » qui comprend : le commandement, une compagnie de commandement, une compagnie de formation, une compagnie de transmissions, deux bataillons amphibies « Marghera » et « Piave », un bataillon motorisé « Isonzo » (sur deux compagnies motorisé et une compagnie amphibie). Le regroupement, reçoit le drapeau de guerre le 25 octobre 1959. le 24 mai 1964, il change une nouvelle fois de structure en devenant reggimento lagunari « Serenissima » avec un commandement de régiment, une compagnie de commandement, le bataillon « Marghera », le « Piave » et le « Isonzo », le 22e bataillon de chars et la compagnie de transport des amphibies dispersée sur l'île vénitienne de Sant'Andrea.
Le 1er septembre 1975, à la suite de la restructuration de Armée de Terre, le bataillon « Marghera » est dissous et le 20 octobre, le régiment lagunaires change son appellation en « commandement des troupes amphibies » et, en même temps, le bataillon « Piave » donne vie au 1er bataillon Lagunaires « Serenissima » qui hérite du drapeau de guerre de l’ancien régiment ; le bataillon « Isonzo » devient le 41e bataillon mécanisé « Modène » et quitte les forces amphibies ainsi que le 22e bataillon de chars. La compagnie de transport amphibie se transforme en bataillon moyens amphibies « Sile ». 
Le 13 octobre 1992, le bataillon perd son autonomie, il est intégré dans le régiment lagunaires « Serenissima » (qui se reconstitue avec le personnel des bataillons moyens amphibies « Sile » et du commandement des troupes amphibies supprimé), d'abord aux dépens du 5e corps d'armée, ensuite, en 1997 il est encadré dans les forces de projection et, enfin, en 2000, il est dans la brigade de cavalerie « Pozzuolo del Friuli ».

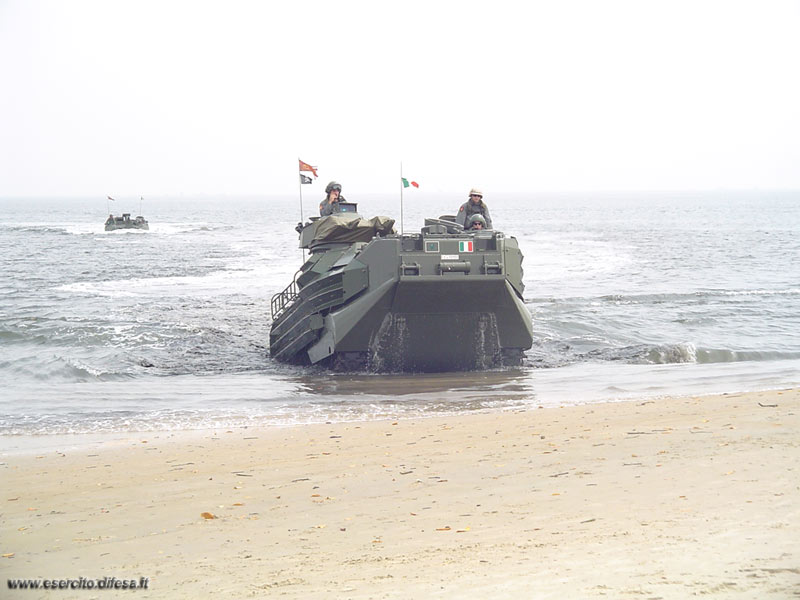
AAV7 des Lagunaris au Senegal en 2007

Le nouveau régiment lagunaire a participe à l'opération « Vespri Siciliani », pour le contrôle du territoire, du 6 août au 2 octobre 1993 dans le secteur de Palerme et du 27 juillet au 25 septembre 1994 dans le secteur d’Enna.
Du 1er novembre 1999 au 1er mars 2000 le régiment est engagé dans l'opération « Joint Guardian » à Djakoviza au Kosovo, où il retournera en 2001 et en 2002-2003.
De juin 2003 jusqu'à la conclusion de la mission, le régiment maintient en permanence une compagnie en Irak au sein de la mission « Antica Babilonia », où, de juin à septembre 2004, il y est envoyé avec tous ses personnels et ses moyens.

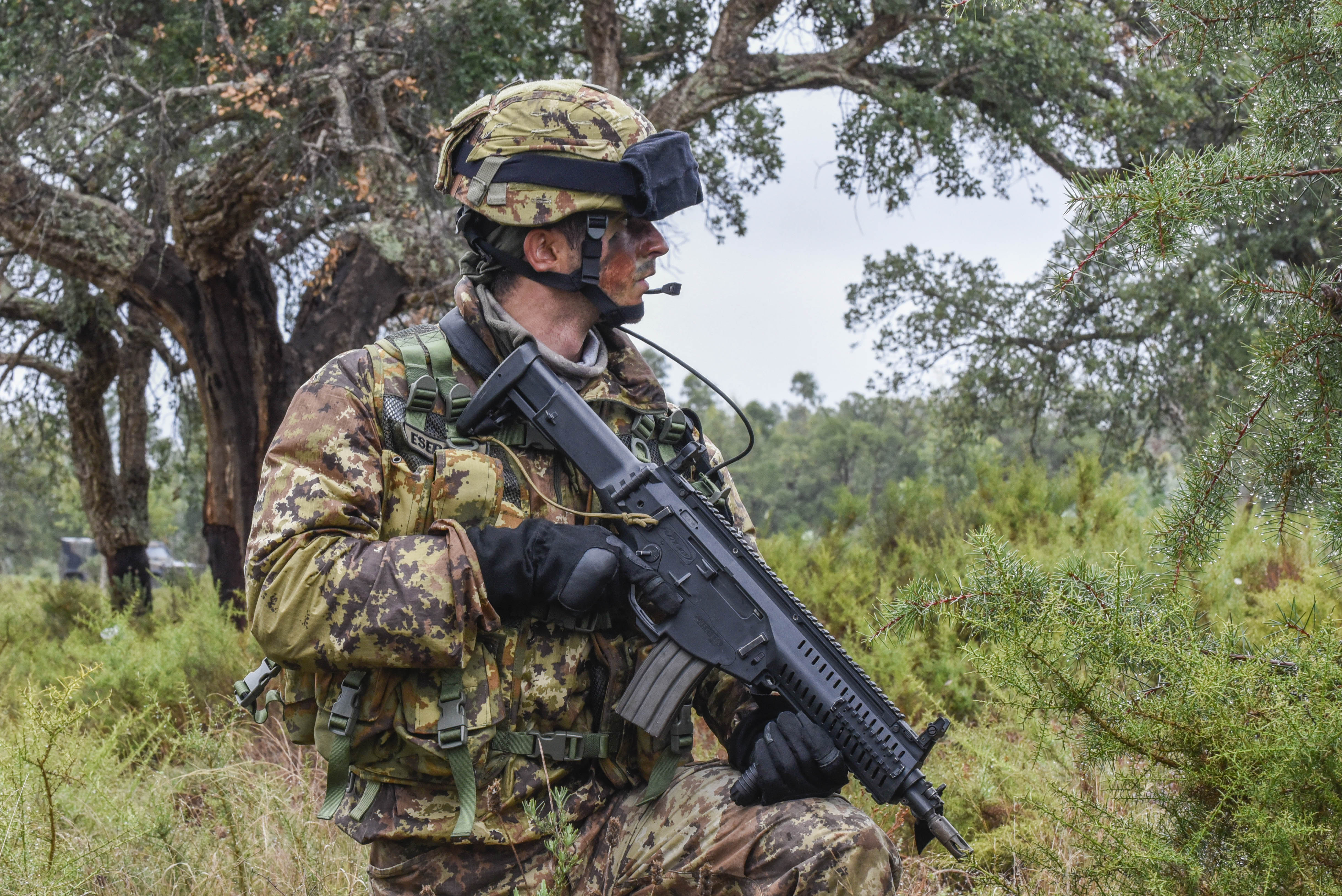
Lagunari

Depuis une dizaine d’années, le régiment lagunaires « Serenissima » a été appelé plusieurs fois dans les plus importantes missions internationales de l’Armée de terre : Kosovo 3 fois et aussi l’Irak où il a démontré ses capacités RIVERINE. En 2005, le régiment entre dans la nouvelle « force de projection par la mer », fortement voulue par le chef d'état-major des armées italien, en trouvant un emploi immédiat dans l'opération FINUL au Liban, d'août 2006 à avril 2007, il engage les lagunaires en terre libanaise pour réaliser la résolution no 1701 des Nations unies.

## Histoire

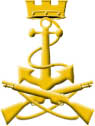

Les lagunaires italiens sont les héritiers des troupes embarqués de la république de Venise. Le chef d’état-major de l’Armée de terre italienne a confié au régiment lagunari « Serenissima », en 1964, l’héritage formel de ces séculaires histoires de valeur et de courage. Aujourd’hui, les insignes sur les uniformes et les traditions en vigueur dans le régiment sont celles des troupes amphibies vénitiennes. 

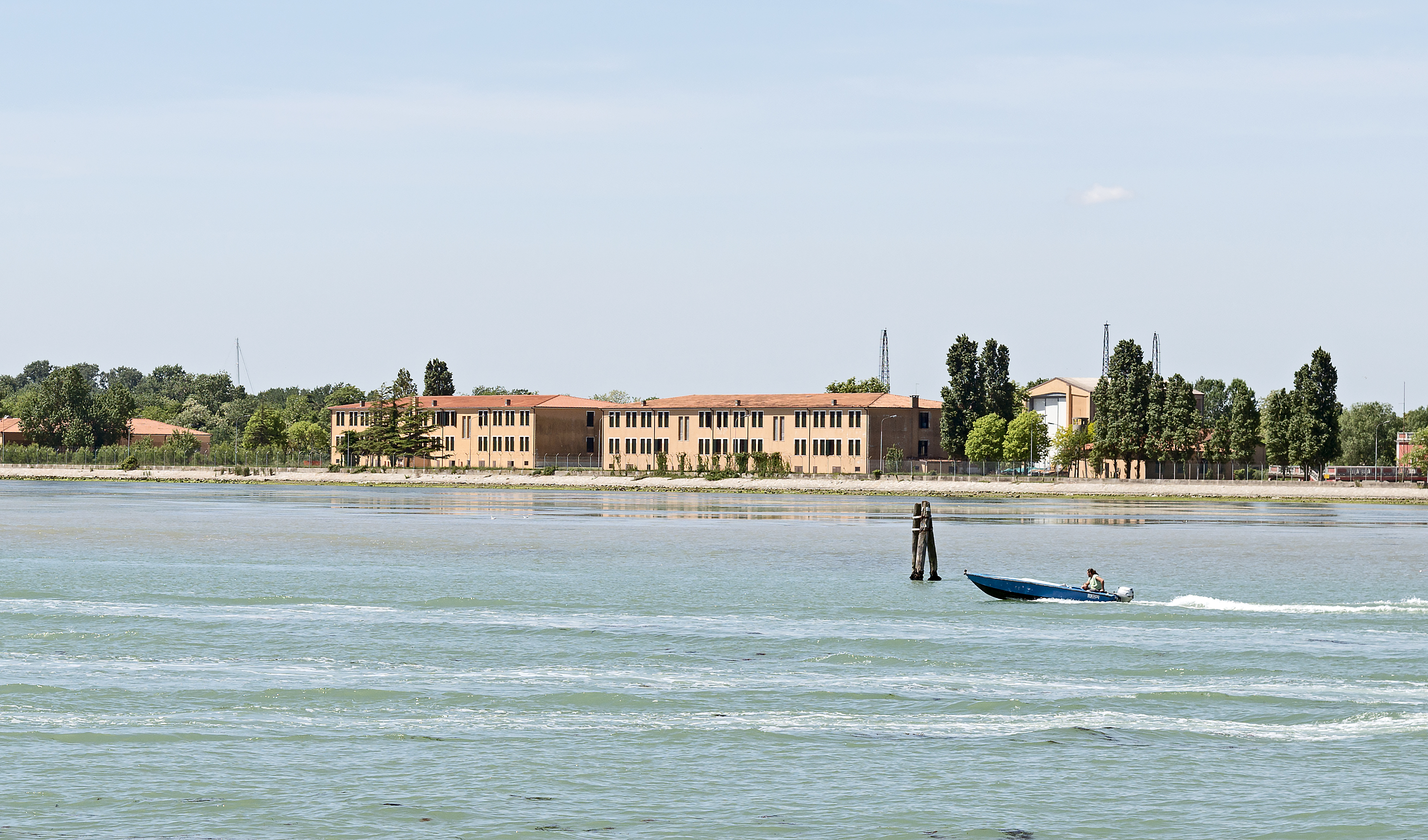
La base de l'île de Sant'Andrea

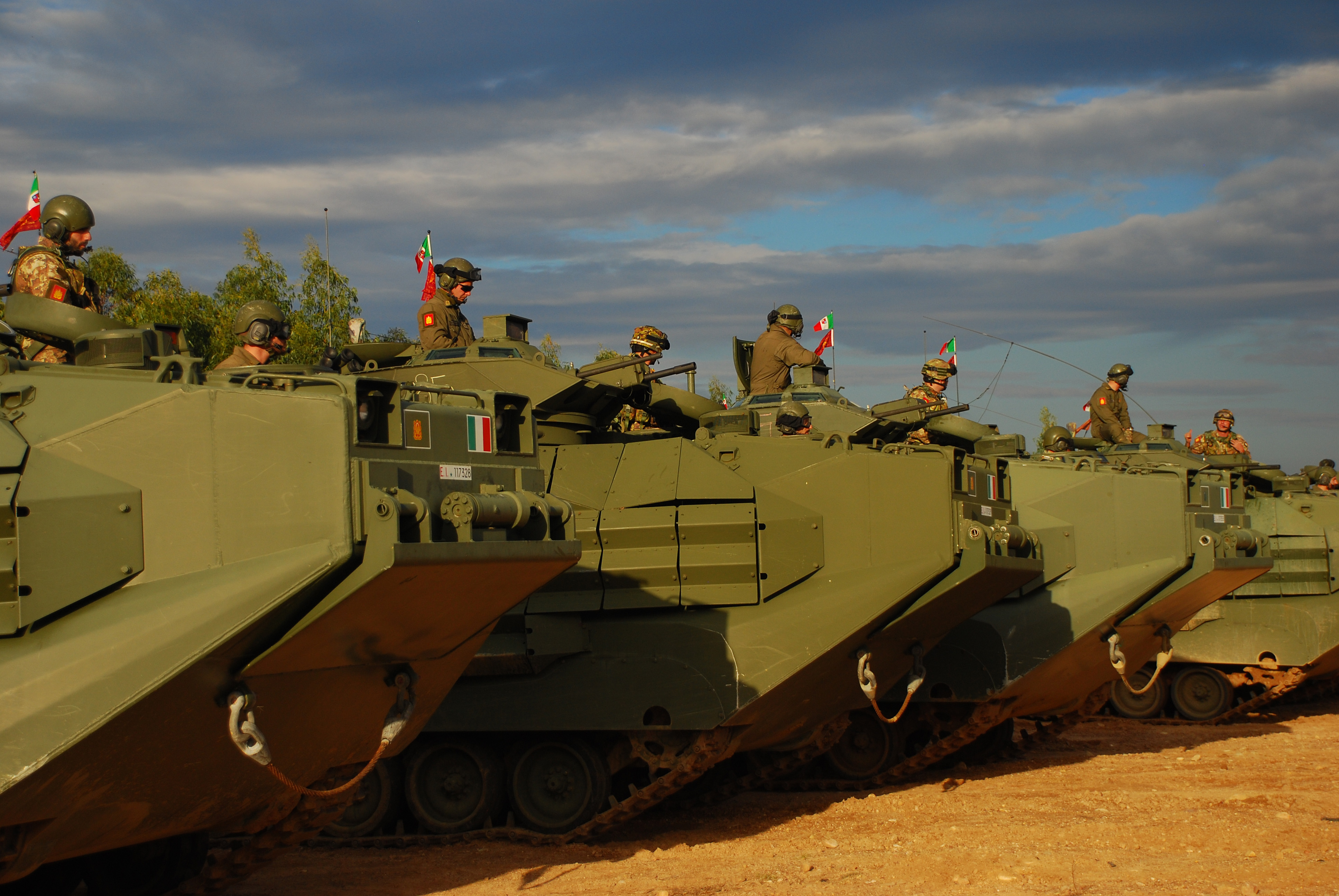

L'histoire des troupes embarquées de Venise remonte au temps de la quatrième croisade lorsque le doge Enrico Dandolo constitua un « régiment » avec dix compagnies, réparti sur les bateaux de guerre de la flotte vénitienne, et l'employa dans les deux prises de Constantinople (Bisanzio – 1203 et 1204). Les troupes embarquées de Venise trouvèrent leur organisation définitive en 1550 devenant « Fanti da Mar » et ils se distinguèrent pendant toutes les guerres que le Sérénissime a conduit face à l’Empire ottoman, particulièrement pendant le siège de Famagouste, celui de Candia et lors de la victoire de Lépante. Cet héritage survit dans les traditions des lagunaires actuels.